# Ravča
Ravča je naselje u općini Vrgorac, u Splitsko-dalmatinskoj županiji. Poznato je kao čvor autoceste A1. Ravča je i polazište buduće Spojne ceste Ravča (A1) - Drvenik (D8).
Grad Vrgorac planira na području Ravče izgraditi gospodarsku zonu, kako bi potakao razvitak ovoga kraja i otvaranje novih radnih mjesta.
Prema popisu stanovništva iz 2001. godine, u naselju živi 184 stanovnika.

## Stanovništvo
| broj stanovnika | 288   | 652   | 211   | 283   | 298   | 323   | 497   | 464   | 271   | 290   | 263   | 256   | 177   | 178   | 184   | 154   | 123   |
|                 | 1857. | 1869. | 1880. | 1890. | 1900. | 1910. | 1921. | 1931. | 1948. | 1953. | 1961. | 1971. | 1981. | 1991. | 2001. | 2011. | 2021. |

## Galerija
- Naplatne kućice autoceste A1 kod Ravče
- Ravča iz smjera zapada

## Vanjske poveznice
- Grad Vrgorac

|  | Portal Hrvatske – Pristup člancima s tematikom o Hrvatskoj. |